# Souchez
Souchez – miejscowość i gmina we Francji, w regionie Hauts-de-France, w departamencie Pas-de-Calais.
Według danych na rok 1990 gminę zamieszkiwało 2031 osób, a gęstość zaludnienia wynosiła 301 osób/km² (wśród 1549 gmin regionu Nord-Pas-de-Calais Souchez plasuje się na 358. miejscu pod względem liczby ludności, natomiast pod względem powierzchni na miejscu 536.). W 2017 roku miejscowość zamieszkiwało 2 496 osób.